# La Immaculada Concepció de la Pineda
La Immaculada de la Pineda, formalment la Immaculada Concepció de Maria, és la capella privada de la masia de la Pineda, pertanyent al poble de Riells del Fai del terme municipal de Bigues i Riells, al Vallès Oriental.
La capella forma part dels edificis agrupats de la important masia de la Pineda. És un petit edifici del barroc popular, sense absis exempt.